# Xerocomellus sarnarii
Bolet de Sarnari
Espèce
Xerocomellus sarnarii, le Bolet de Sarnari, est une espèce rare de champignon (Fungi) basidiomycète du genre Xerocomellus dans la famille des Boletaceae. Il est caractérisé par la moitié inférieure de son pied typiquement rouge pourpre sombre à la coupe.

## Taxonomie
Le nom correct complet (avec auteur) de ce taxon est Xerocomellus sarnarii Simonini, Vizzini & U.Eberh..

### Étymologie
Nommé en hommage à Mauro Sarnari qui fut le premier à trouver cette espèce, au Monte Argentario.

## Description du sporophore

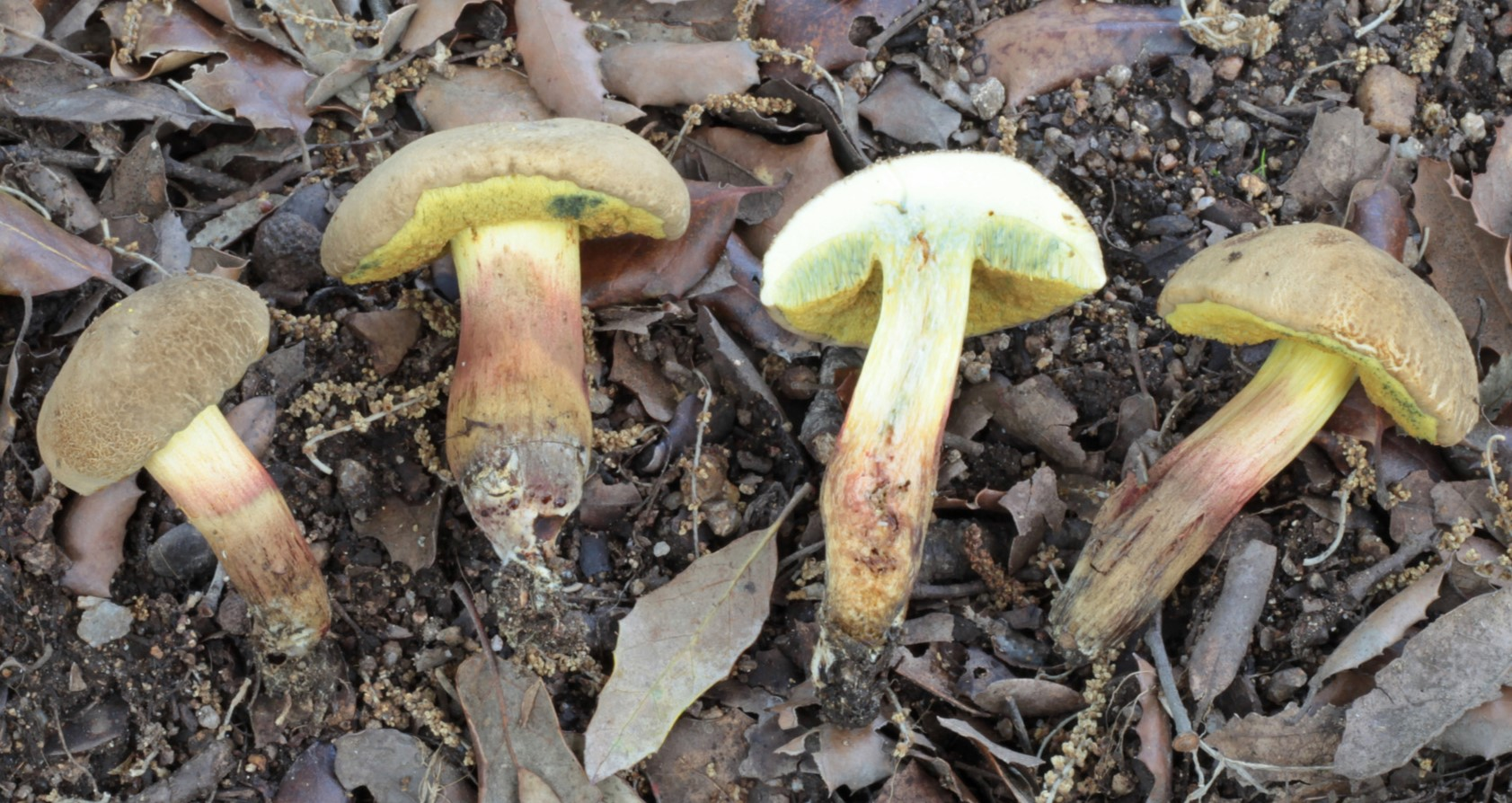
Collection de sporophores de X. sarnarii en Sardaigne.

Les bolets sont des champignons dont l'hyménophore, constitué de tubes et terminés par des pores, se sépare facilement de la chair du chapeau. Ce chapeau d'abord rond, recouvert d'une cuticule, devient convexe à mesure qu’il vieillit. Ils ont un pied (stipe) central assez épais et une chair compacte. Les caractéristiques morphologiques de X. sarnarii sont les suivantes :

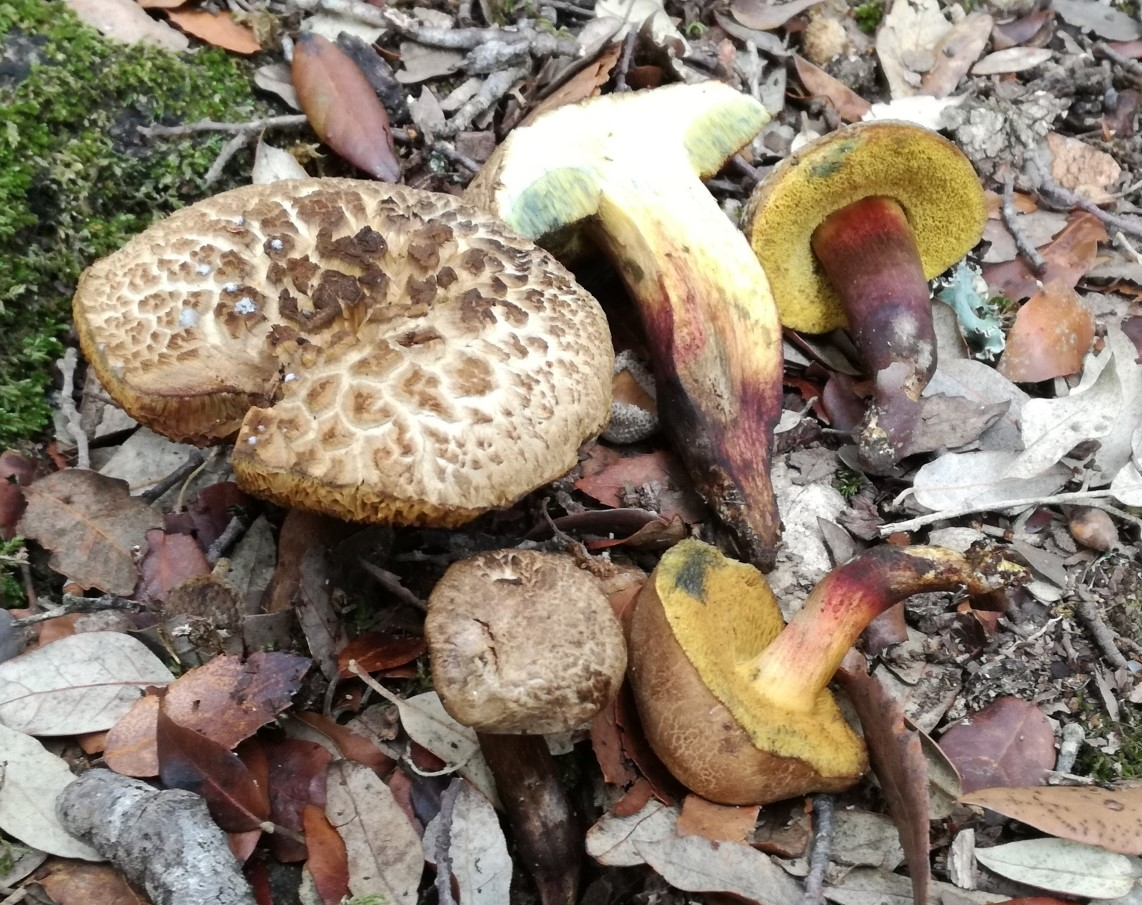
Autre collection. On observe bien ici la couleur rouge pourpre sombre de la moitié inférieure du stipe.

Son chapeau mesure 3,5 à 9 cm, sa surface est sèche, tomenteuse-veloutée, se fissurant rapidement en croûtes en fonction des conditions météorologiques. Ses couleurs sont variables, dans les très jeunes exemplaires non fissurés ; brun foncé avec une nuance d'olive, se fissurant ensuite en croûtes et se décolorant en ocre-beige avec une nuance olivâtre, en passant par une couleur crème terne blanchâtre.
L'hyménophore présente des tubes mesurant 5 à 10 mm de long. D'abord jaunes avec des teintes olivâtres puis olivâtres avec des teintes jaunâtres. Bleuissants puis noircissants une fois meurtris. Les pores sont angulaires, inégales, mesurant 0,7 à 2 mm de diamètre dans les sporophores matures, concolores aux tubes, bleuissant légèrement puis noircissant à la pression.
Son stipe mesure 3 à 9 cm x 0,5 à 2,5 cm, cylindrique, plutôt fin et courbé. Il est de couleur jaune de chrome ou crème dans la partie supérieure et, dans la partie inférieure et la base, parfois brusquement, partiellement ou complètement, de couleur rouge, rouge pourpre foncé ou même rouge noirâtre.
La chair est crème à jaunâtre, parfois légèrement bleuissante, dans le chapeau et la moitié supérieure du stipe à la coupe, devenant graduellement, ou parfois subitement, rouge pourpre foncé dans plus au moins la moitié inférieure. Son odeur et sa saveur ne sont pas distinctives.

### Caractéristiques microscopiques
Ses spores mesurent 13,8-15,1(15,7) x 5,5-6,1(6,6) µm.

## Habitat et distribution
Il s'agit un champignon ectomycorhizien, rare, connu jusqu'à présent uniquement en Italie (Sardaigne et Toscane) et en France, dans des zones méditerranéennes sous Quercus suber et Quercus ilex. Cette espèce semble préférer les zones à climat modéré et les habitats non perturbés. La principale période de fructification est la fin de l'automne (novembre).

## Comestibilité
Comme tous les Xerocomus au sens large, le Bolet de Sarnari est une espèce d'intérêt culinaire donné comme moyen de par son faible goût et sa petite taille. Elle est comestible après cuisson, de préférence en retirant le pied et en privilégiant les jeunes spécimens et les spécimens fermes dont les tubes ne sont pas très développés. De par sa rareté et sa difficulté d'identification, il ne fait était d'aucune consommation traditionnelle ou occasionnelle notable, de sorte qu'il peut être considéré comme sans intérêt alimentaire .

## Confusions possibles
- Le Bolet de Poeder (Xerocomellus poederi) est macroscopiquement identique à X. sarnarii. Ses spores ne présentent pas de petite troncature à l'apex comme X. sarnarii. De plus, il pousse sur sols acides sous Quercus robur, tandis que X. sarnarii pousse dans des forêts sclérophylles méditerranéennes strictes de Q. ilex et Q. suber. Sans intérêt alimentaire[5].
- Le Bolet à chair jaune (Xerocomellus chrysenteron), au chapeau ayant plus au moins la même couleur et se craquelant souvent également, possède lui aussi une zone rougeâtre dans la partie inférieure de son stipe à la coupe. Cependant, elle est plutôt rouge et non pas rouge pourpre foncé, de plus, elle s'arrête clairement juste avant la fin du stipe à la base pour devenir brunâtre. Comestible.
- Le Bolet rubicond (Xerocomellus redeuilhii), ressemble encore plus à la coupe à X. sarnarii au niveau du stipe, sa chair sur la moitié inférieure du stipe tendant plus sur le rouge pourpre et ne s'arrêtant pas à la base. Cependant, X. redeuilhii possède un chapeau rougeâtre à brun rougeâtre. Sans intérêt alimentaire.